# Bombylius subflavus
Bombylius subflavus är en tvåvingeart som beskrevs av Joseph Hannum Painter 1926. Bombylius subflavus ingår i släktet Bombylius och familjen svävflugor. Inga underarter finns listade i Catalogue of Life.